# 大序假卫矛
大序假卫矛（学名：Microtropis thyrsiflora）为卫矛科假卫矛属的植物，为中国的特有植物。分布在中国大陆的广西等地，生长于海拔2,300米的地区，常生长在山顶密林中，目前尚未由人工引种栽培。

## 别名
大明假卫矛（中国高等植物图鉴）